# حزب صلح و دموکراسی
حزب صلح و دموکراسی یا ب.د.پ حزبی سیاسی بود در کردستان ترکیه که جانشین حزب جامعه دمکراتیک پس از منحل شدن آن شده‌بود. این حزب نیز پس از انحلال جای خود را به حزب حزب مناطق دموکراتیک داد. این حزب ۲۶ کرسی را در پارلمان ترکیه اختیار داشت.

## تغییر نام
پیشتر این حزب با نام حزب آشتی و دموکراسی شناخته می‌شد و صلاح‌الدین دمیرتاش و گلتن کیشاناک ریاست مشترک آن را برعهده داشتند. در کنگرهٔ سوم حزب در تاریخ ۱۲ ژوئیهٔ ۲۰۱۴ در آنکارا نام حزب به «حزب مناطق دموکراتیک» یا «ب.د. پ» تغییر یافت و آمینه آینا و کامران یوکسک به عنوان رئیسان مشترک جدید حزب برگزیده شدند.